# Никита Мидикийский
Ники́та Мидики́йский (греч. Νικήτας Μηδικίου или Никита Исповедник греч. Νικήτας ο ομολογητής; 760, Германикополь (Кесария Вифинская), Вифиния, Византийская империя — 3 (16) апреля 824, Принцевы острова) — христианский святой, преподобный, прославленный в лике исповедников; игумен (настоятель) Мидикийского монастыря (813—824).
Память — 3 (16) апреля

## Биография
Родился около 760 года в Кесарии Вифинской, на северо-западе Малой Азии, в благочестивой семье. Мать умерла, когда мальчику было восемь дней, а отец, которого звали Филарет, принял монашество. Ребёнок был воспитан бабушкой и с юношеских лет прислуживал в церкви, находясь под духовным руководством отшельника по имени Стефан. Последний в 782 году направил юношу в Мидикийский монастырь, который в этот период управлялся игуменом Никифором Исповедником и славился строгостью устава и благочестивой жизнью насельников.
В 790 году патриархом Константинопольским Тарасием молодой подвижник был рукоположен в сан иеромонаха, а позднее стал преемником святителя Никифора Исповедника по управлению монастырём. Число братии в период его игуменства выросло до 100 человек.
Жизнь подвижника была отмечена даром чудотворения: по его молитве глухонемому отроку возвратился дар речи; две одержимые злыми духами женщины получили исцеление; пребывавшему в помешательстве вернулся разум, а также целый ряд больных исцелились от своих недугов.

### Исповедничество
В период правления императора Льва Армянина (813—820) в империи возобновилась иконоборческая ересь, а после Константинопольского собора 815 года, патриарх Никифор Цареградский был низложен и на его место из числа мирян избран иконоборец Феодот I. В этот период императором были призваны игумены всех монастырей с целью склонения их ложному учению об иконах. Игумен Мидикийского монастыря Никита твердо отстаивал православное иконопочитание и, по его примеру, все присутствовашие настоятели обителей остались верны традиционному учению. Все исповедники были подвергнуты заключению, а игумен Никита позднее был сослан в крепость Масалеон, где претерпел все испытания, поддерживая твердость духа в других заключенных.
Императором и лжепатриархом Феодотом были применена хитрость, по которой заключенным было объявлено об их освобождении и разрешении почитания икон при условии сослужения и евхаристического общения с лжепатриархом Феодотом. После долгого размышления, уступая просьбам заключённых игуменов других обителей, преподобный Никита вошёл в храм (где для обмана исповедников были выставлены иконы) и принял Причастие, но по дороге в свой монастырь увидел, что иконоборчество и поругание икон продолжается.
Раскаявшись в своем поступке, он вернулся в Константинополь, где стал вновь безбоязненно обличать иконоборческую ересь и отверг все уговоры императора. Он был вновь подвергнут заключению на острове св. Гликерии, в котором провёл шесть лет (до кончины императора Льва Армянина), а его подвиги были вновь отмечены даром чудотворения: по его молитве Фригийский царь без выкупа отпустил двух пленников; три человека, потерпевших кораблекрушение, о которых молился преподобный, были волнами выброшены на берег.
По окончании заключения, подвижник не вернулся в монастырь, но поселился в уединении на одном из островов близ Константинополя, где и скончался 3 (16) апреля 824 года, в период правления императора Михаила II Травла (820—829) после чего тело его было перенесено и с почестями погребёно в Мидикийском монастыре.